# 杨乃珍
杨乃珍（1937年—），女，江苏苏州人，中国苏州弹词艺术家，一级演员，中国音乐家协会会员，中国曲艺家协会会员，第五届全国人大代表，第七、八届全国政协委员。